# Igor Anic
Igor Anic (* 12. Juni 1987 in Mostar, SFR Jugoslawien) ist ein ehemaliger französischer Handballspieler, der auf der Position Kreismitte spielte.

## Karriere
Anic spielte bis 2007 beim französischen Verein Montpellier HB, mit dem er 2006 Französischer Meister und Französischer Pokalsieger wurde. Anschließend trat Anic beim THW Kiel die Nachfolge von Per Thomas Linders, der kurz zuvor zum FCK Håndbold nach Kopenhagen wechselte. Im Sommer 2010 wechselte Anic ablösefrei zum Ligakonkurrenten VfL Gummersbach. Im Jahr 2012 kehrte Anic nach Frankreich zurück, wo er für Cesson-Rennes Métropole HB auflief. Nachdem er seit dem Sommer 2014 für den HBC Nantes spielte, kehrte er im Oktober 2015 als Ersatz für den verletzten Patrick Wiencek zum THW Kiel zurück. In der Saison 2016/17 lief er zum französischen Verein Saran Loiret Handball auf. Anschließend wechselte er zum slowenischen Verein RK Celje. Im Sommer 2019 kehrte er zum Zweitligisten Cesson-Rennes Métropole HB zurück. Mit Cesson-Rennes Métropole HB stieg er ein Jahr später in die höchste französische Spielklasse auf. Im Sommer 2021 wechselte er zum japanischen Verein Phenix Daido Steel. Dort beendete er im Jahr 2025 seine Karriere.
Anic gab sein Länderspieldebüt in der französischen Nationalmannschaft am 21. Juni 2009 gegen Lettland. Mit Frankreich gewann er die Silbermedaille bei den Mittelmeerspielen 2009. Er bestritt insgesamt 39 Länderspiele, in denen er 36 Treffer erzielte. 2014 wurde er in Dänemark Europameister.

## Erfolge
- mit dem VfL Gummersbach
  - Europapokal der Pokalsieger 2011
- mit dem THW Kiel
  - Champions-League-Sieger 2010
  - Deutscher Meister 2008, 2009, 2010
  - DHB-Pokalsieger 2008, 2009
  - DHB-Supercup-Sieger 2007 und 2008
  - EHF-Champions-Trophy-Sieger 2007
- mit Montpellier HB
  - Französischer Meister 2006.
  - Französischer Pokalsieger 2006.
  - Französischer Ligapokal 2006.
- mit RK Celje
  - Slowenischer Meister 2018.
  - Slowenischer Pokalsieger 2018.
- mit der Nationalmannschaft
  - Mittelmeerspiele: Silber 2009
  - Europameister 2014

## Bundesligabilanz

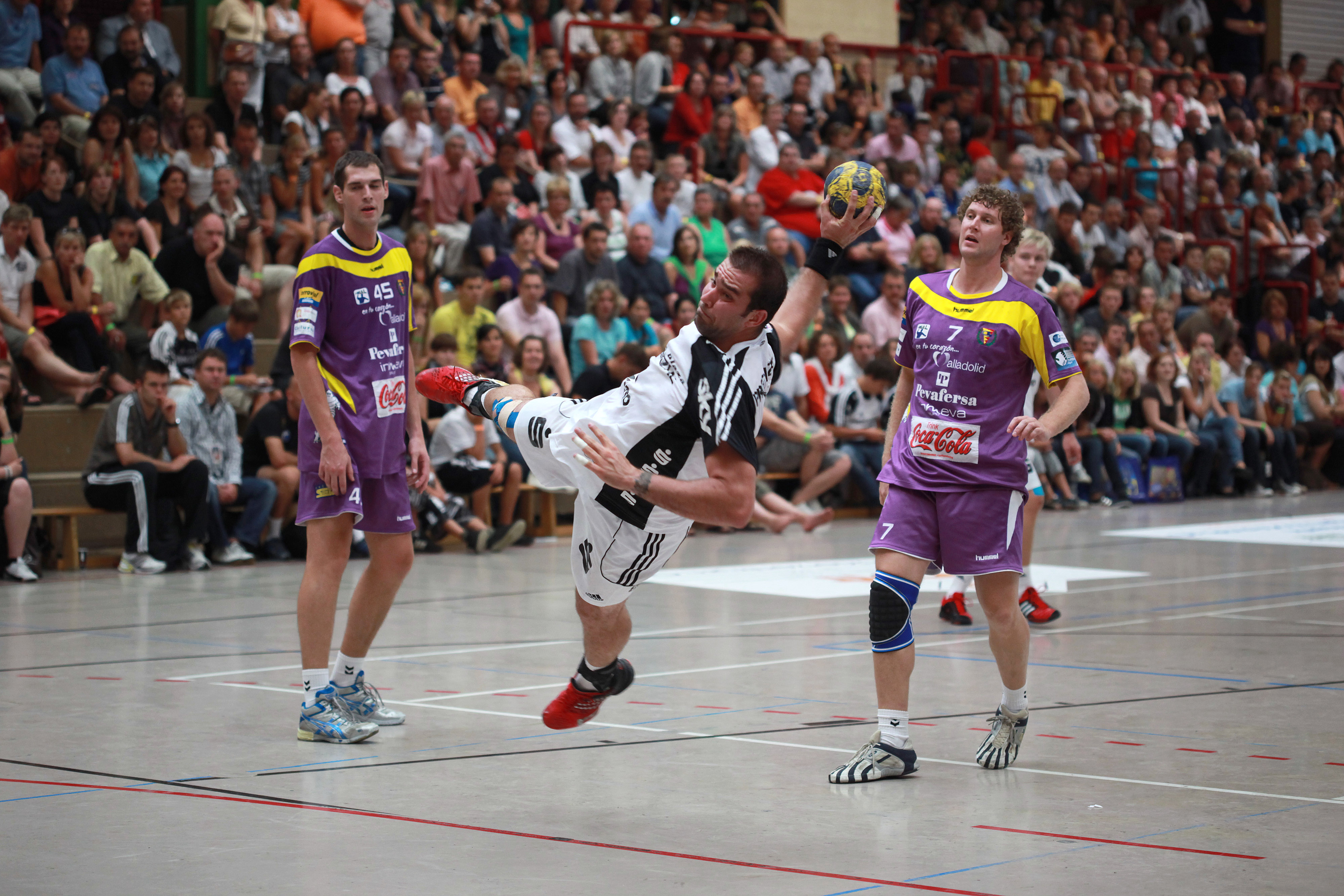
Igor Anic am 22. August 2009 beim Schlecker Cup

| Saison    | Verein          | Spiele | Tore | 7-Meter | Feldtore |
| --------- | --------------- | ------ | ---- | ------- | -------- |
| 2007/08   | THW Kiel        | 34     | 27   | 0       | 27       |
| 2008/09   | THW Kiel        | 34     | 76   | 1       | 75       |
| 2009/10   | THW Kiel        | 34     | 46   | 1       | 45       |
| 2010/11   | VfL Gummersbach | 33     | 69   | 0       | 69       |
| 2011/12   | VfL Gummersbach | 33     | 70   | 0       | 70       |
| 2015/16   | THW Kiel        | 23     | 27   | 0       | 27       |
| 2007–2016 | gesamt          | 191    | 315  | 2       | 313      |